# Efe Ambrose
Efetobore Ambrose Emuobo (* 18. října 1988) je nigerijský fotbalový obránce, momentálně hrající za skotský klub Celtic FC. Ambrose je obránce, na mezinárodní úrovni však velmi často nastupuje jako defenzivní záložník.

## Klubová kariéra
S profesionální kariérou začal v roce 2006, kdy nastupoval za nigerijský tým Kaduna United FC a to až do roku 2008. Odešel poté na hostování do týmu Bayelesa United FC. Po jedné sezoně se vrátil do mateřského klubu.

## Reprezentační kariéra
Byl členem stříbrného národního týmu z mistrovství světa dvacetiletých 2007 a o rok později s týmem do 23 let získal stříbrné medaile na olympiádě v Pekingu.
Na Africkém poháru národů 2013 v Jihoafrické republice byl členem nigerijského týmu, který se probojoval až do finále, kde porazil reprezentaci Burkiny Faso 1:0.